# Made of Bricks
Albums de Kate Nash
My Best Friend Is You
(2010)
Made of Bricks est le premier album studio de la musicienne anglaise Kate Nash, sorti en 2007.

## Liste des titres
1. Play - 1:11
2. Foundations - 4:05
3. Mouthwash - 5:01
4. Dickhead - 3:42
5. Birds - 4:25
6. We Get On - 4:34
7. Mariella - 4:15
8. Shit Song - 3:05
9. Pumpkin Soup - 2:59
10. Skeleton Song - 5:07
11. Nicest Thing - 4:05
12. Merry Happy/Little Red - 13:10 (Piste bonus )

### Piste bonus
- A Is For Asthma - 2:37 (Bonus téléchargeable)[1]